# Лупа (хвороба)
Лупа́ (лат. pityriasis capitis) — синдром, що характеризується високою швидкістю лускатого відшарування часток епітелію протягом порівняно тривалого часу. Найчастіше зустрічається на шкірі голови, покритої рясним волосяним покровом. Лупою також називають самі шматочки шкіри, що відлущуються.
Лупа є джерелом соціального та психологічного дискомфорту для кожного шостого жителя нашої планети. Приблизно кожен другий представник індоєвропейської популяції хоча б раз в житті відчував проблеми з лупою. Частіше за інших лупа зустрічається у американських китайців — 83 % дорослої популяції.

## Природа
Вперше лупа виникає в пубертатному періоді, коли сальні залози починають працювати на повну силу. Надалі явище лупи може періодично турбувати протягом усього життя. Лупа не контагіозна. Вона не є результатом стресу або поганих кліматичних умов. Чинником, що сприяє її виникненню, може бути надмірне утворення шкірного сала, у тому числі зумовлене гормональними змінами або дієтою. Лупа з'являється в результаті патологічного прискорення природного процесу відновлення клітин шкіри голови. При нормальному циклі розвитку клітини з нижнього шару епідермісу (базальні кератиноцити) сягають рогового шару епідермісу за 25-30 днів. За цей час вони повністю висихають. У тому випадку, коли це відбувається за 5-14 днів, окремі клітини, що не встигли втратити воду, склеюються і злущуються у вигляді помітних жовтувато-білих пластівців, які й називають лупою. Роговий шар клітин нормального епідермісу складається з 25-35 повністю кератинізованих і щільно приєднаних одна до одної клітин. У випадках лупи кількість шарів клітин в роговому шарі не перевищує 10, а самі шари і клітини в них розташовані хаотично.
Лупа, як скупчення лусок білого або сірого кольору на поверхні скальпа, іноді може трансформуватися в більш важку форму себорейного дерматиту. Луски можуть бути дуже крихкими і відділятися досить легко, стаючи явно видимими на темному одязі. Однак при посиленій роботі сальних залоз, при вираженій себореї або під час статевого дозрівання лупа може накопичуватися у вигляді сальних лусочок-кірок і не обсипатися з голови, формуючи так званий стеатоїдний пітиріаз. При себорейному дерматиті виражене лущення супроводжується утворенням обмежених гіперкератотичних бляшок на поверхні шкіри скальпа, почервонінням шкіри і посиленням свербіння.

## Причини виникнення
Лупа може виникнути внаслідок хронічного порушення обміну речовин, що викликає неправильну роботу сальних залоз (себорея) або інфекційне ураження грибком, а частіше вони відбуваються одночасно. Важливим чинником є спадкова схильність (особливості будови шкіри та її секреції).
Гриби роду Malassezia, головна причина появи лупи, відносяться до недосконалих дріжджоподібних грибів базидіоміцетів. Гриби локалізуються в середніх і поверхневих відділах рогового шару шкіри, всередині і між роговими лусочками, а також у волосяних фолікулах. Гриби ліпофільні, деякі навіть ліпозалежні. Цим пояснюється «вибір» місць проживання мікроорганізмів: ділянки шкіри, які характеризуються підвищеною активністю сальних залоз, — груди, спина, волосиста частина голови. Головне джерело ліпідів для Malassezia — продукти сальних залоз — насичені жирні кислоти:
- тригліцериди олеїнової кислоти з невеликими концентраціями стеаринової і пальмітинової кислот;
- або ліпіди, одержувані після розпаду кератинізованих клітин, в основному холестерол і холестеролові ефіри[9].

Гриби роду Malassezia є частиною резидентної флори шкіри голови. Але за певних умов — таких, як гіперфункція сальних залоз шкіри, брак цинку, імунодефіцит, — може відбуватися підвищення ліпофільних властивостей грибів, що супроводжується посиленням їх патогенності для макроорганізму. При цьому розвивається запальна реакція шкіри, зокрема себорейний дерматит — хронічне запалення шкіри, яке розвивається в так званих себорейних зонах.
На сьогоднішній день відомо більше дев'яти видів грибка Malassezia. При лупі зазвичай збільшується чисельність грибів Malassezia restricta і Malassezia globosa, які виявляються тільки на шкірі волосистої частини голови.

### Історія дослідження
Наприкінці 1960-х років була доведена визначальна роль дріжджоподібного гриба Malassezia в утворенні лупи. Не менш, ніж 90 % населення планети мають ці дріжджові гриби у складі постійної або тимчасової мікрофлори шкіри. У 1984 році Шустер (англ. S. Schuster) довів, що саме дріжджовий грибок Pityrosporum ovale є основним збудником патологічного процесу, в результаті якого утворюється лупа. Після того як була визначена ліпофільна структура цих дріжджів і стало можливим вирощування їх у культурі, різні дослідники спостерігали випадки спонтанного переходу грибка з одного морфологічного типу в інший. Це дозволило зробити висновок, що Pityrosporum ovale, P. orbiculare і Malassezia furfur (Malassezia) є всього лише варіантами одного й того ж виду.

## Лікування
У лікуванні лупи та її більш важкої форми — себорейного дерматиту волосистої частини голови — важлива роль належить сучасним косметичним засобам: шампуням і лосьйонам. Вони дозволяють з високим ступенем ефективності боротися з подібними станами, зберігаючи при цьому широкий діапазон безпеки, а також естетичні переваги і зручність застосування. Серед безлічі протигрибкових препаратів місцевого застосування перевагу надають засобам, що:
- здатні накопичуватися в тих шарах шкіри, де розвивається грибкове ураження;
- не проникають в шари, де життєдіяльність грибів неможлива;
- мають протизапальну і кераторегулюючу дію.

### Лікувальні засоби

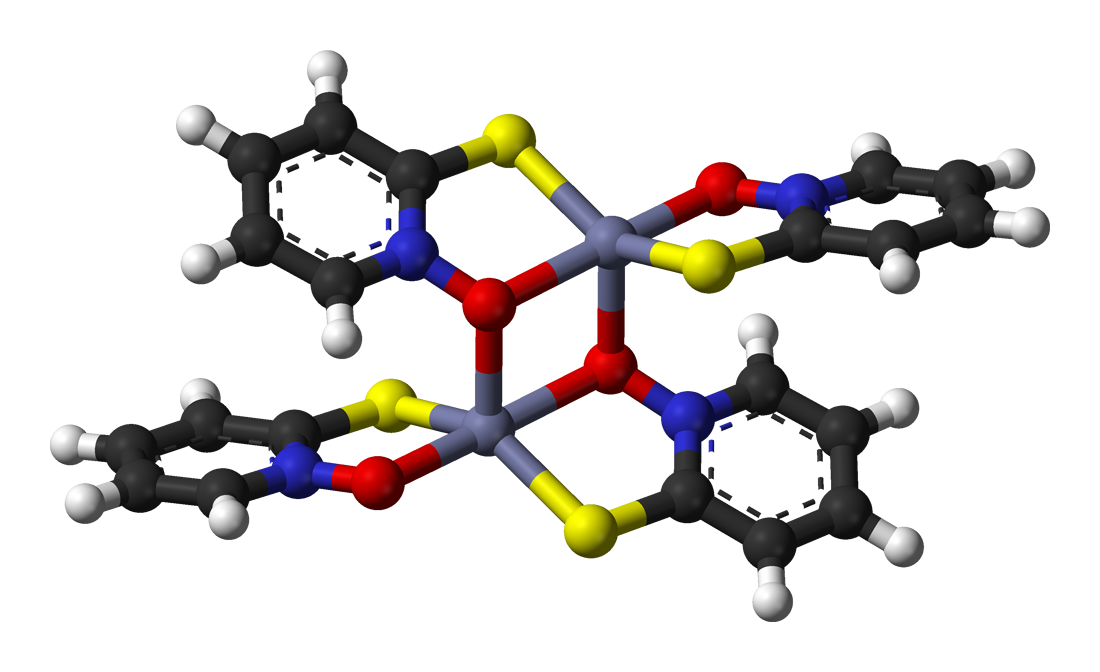
Просторова модель молекул пірітіону цинку.

До складу засобів для лікування лупи обов'язково повинен входити один або декілька активних компонентів, які діють на основні механізми утворення лупи:
- Пірітіон цинку (pyrithione zinc) має протимікробну і протигрибкову активність, діє на грампозитивні і грамнегативні бактерії, високоактивний щодо дріжджоподібних грибів роду Malassezia, властива бактеріостатична та фунгістатична дія.
- Циклопірокс (ciclopirox)[12] — протигрибковий засіб широкого спектра дії. Властива фунгіцидна дія. Доза і тривалість лікування залежать від показань і використовуваної лікарської форми. На дріжджі Malassezia ціклопірокс впливає фунгіцидно через 3 хвилини з моменту початку контакту[2].
- Клотримазол (clotrimazole)[13] — протигрибковий засіб групи похідних імідазолу для місцевого застосування. Має бактерицидну дію за рахунок порушення цілісності клітинної мембрани грибів, а саме порушення синтезу ергостеролу. Активний щодо дерматофітів, цвілевих грибів, грибів роду Candida і Malassezia.
- Кетоконазол (ketoconazole) (C26H28Cl2N4O4)[14] — протигрибковий препарат для зовнішнього застосування, похідне імідазолдіоксолану. Властива фунгіцидна та фунгістатична дія. Механізм його дії полягає в пригніченні біосинтезу ергостеролу і зміні ліпідного складу мембрани грибів. Крім дерматофітів препарат активний відносно дріжджових та дріжджоподібних грибів Candida, Pityrosporum (Malassezia)[15][16].
- Біфоназол — протигрибковий препарат для зовнішнього застосування, похідний від імідазолдіоксолану. За дією аналогічний до кетоконазолу, але довше затримується у шкірі (48-72 години). До біфоназолу не розвивається резистентність або зниження чутливості грибків, що викликають лупу[17].
- Чисельність мікробів, що сприяють утворенню лупи, знижують клімбазол (climbazole) і дисульфід селену (SeS2).
- Дьоготь березовий являє собою продукт сухої перегонки зовнішньої частини кори (бересту) берези. Надає дезінфікуючу, інсектицидну і місцевоподразнюючу дію за рахунок таких інгредієнтів: фенолу, толуолу, ксилолу, смол та інших речовин.
- Іхтіол — амонієва сіль сульфокислот сланцевої олії. Властива протизапальна, місцевознеболююча й антисептична дія, за рахунок органічно зв'язаної сірки[18]. Дьоготь та іхтіол нормалізують цикл оновлення клітин.
- Саліцилова кислота — засіб для зовнішнього застосування, що пригнічує секрецію сальних і потових залоз. У низьких концентраціях вона надає кератопластичну, а у високих — кератолітичну дію. Саліцилова кислота має слабку протимікробну активність. Поряд з дьогтем бере участь у процесі відлущування клітин з поверхні шкіри[5].

Якщо поява лупи є результатом фізіологічного стану організму (пубертатний і постпубертатний вік) або вона має спорадичний характер, слід використовувати шампуні, рекомендовані для регулярного або щоденного застосування. Оптимально, якщо до складу таких шампунів входить пірітіон цинку. Цей інгредієнт не розчиняється у воді і, залишаючись на поверхні шкіри в період між миттям голови, повільно розчиняється під дією шкірного сала і поту, створюючи зону інгібірування для грибів, що утворюють лупу.
У випадках, коли поява лупи на голові має стійкий, рецидивний характер і пацієнту, старшому за 20 років, при виборі шампуню слід керуватися характером лупи: вона може бути густою, жирною і не осипатися з поверхні шкіри скальпа або сухою і легко видалятись з поверхні шкіри. Порушення нормального мікробного біоценозу шкіри скальпа може бути результатом патології органів шлунково-кишкового тракту: ферментопатії, дисбактеріозу, загострення хронічних захворювань. Тому для пацієта необхідне ретельне клініко-лабораторне дослідження, що включає визначення основних біохімічних показників, аналіз калу на дисбактеріоз.
У лікуванні слід використовувати препарати, що нормалізують процеси ліполізу. Зокрема, призначення метіоніну дозволяє нормалізувати синтез фосфоліпідів з жирів і зменшити відкладення в печінці нейтрального жиру, сприяє синтезу адреналіну, креатиніну, активізує дію ряду гормонів, ферментів, вітаміну В12, аскорбінової та фолієвої кислот. Застосування рибофлавіну (вітамін B2) регулює окислювально-відновні процеси за рахунок участі вітаміну в білковому, жировому та вуглеводному обміні.
Виявлення дисбактеріозу вимагає відновлення нормальної кишкової флори. Лікування цього захворювання здійснює лікар-інфекціоніст.

### Підбір шампуню
Підбір правильного шампуню є однією з головних складових ефективного лікування дерматозу. З'явилися лікарські шампуні, які створені з урахуванням особливостей лупи і типу волосся (сухі, нормальні, жирні). Наприклад, лікарський шампунь «Кертіоль» (Дерматологічні лабораторії Дюкре, П'єр Фабр) або «Фіторетар» (Фітосольба) застосовують для лікування несильно вираженою жирної лупи. Якщо луски лупи сухі і при цьому легко злущуються з поверхні шкіри, слід використовувати шампуні, що містять дисульфід селену, наприклад «Сележель» (Дерматологічні лабораторії Дюкре, П'єр Фабр), або ефірні олії кипариса і саліцилову кислоту — «Фітосілік» (Фітосольба), «Фрідерм з цинком» (Шерінг-Плау). За наявності обмежених вогнищ лупи рекомендується за 15-20 хвилин до миття голови наносити на вогнища десквамації масляний розчин «Фітосквам» і потім змивати його одним з шампунів: «Фіторетар» або «Фітосілік».
У випадках, коли шкіра подразнена, гіперемована, свербить і лущиться, тобто має ознаки вираженого себорейного дерматиту, слід використовувати шампуні, що мають не лише бактерицидний, а й протизапальний, оздоровчий вплив на шкіру голови. Це може бути шампунь «Келюаль DS» (Дерматологічні лабораторії Дюкре, П'єр Фабр) з пірітіоном цинку, ціклопіроксоламіном і келюамідом (забезпечує проникнення активних часток у верхні шари епідермісу і полегшує відлущування лусочок лупи), «Фрідерм Цинк» з пірітіоном цинку (Шерінг-Плау). Шампунь слід застосовувати через день, залишати на голові 3 хвилини, після чого ретельно прополоскати волосся. Тривалість лікування — 21 день. Рекомендуються шампуні з протизапальною і кераторедуцуючою властивістю, що містять дьоготь або дистилят дьогтю: «Фрідерм дьоготь» (Шерінг-Плау). Ці шампуні слід використовувати не рідше, ніж 3 рази на тиждень. «Кето плюс» (Гленмарк Фармасьютікалз Лтд) містить одночасно пірітіон цинку і клімбазол.
Високою клінічною ефективністю володіють шампуні «Нізорал» (Янссен Фармасьютікалз), що містить 2 % кетоконазолу, і «Себозол» (Фармацевтичні Технології), що має в своєму складі 1 % кетоконазолу. Для того щоб лікування було не тільки дієвим, а й забезпечувало стійкий ефект, необхідно неухильно дотримуватись інструкції із застосування препарату.
Активне лікування лупи зазвичай триває 3-6 тижнів. Далі можна використовувати звичайні косметичні шампуні, призначені для волосся з лупою. Іноді випадки рецидиву може бути обумовлені хронічною патологією органів шлунково-кишкового тракту або хронічним дерматозом. Тому пацієнту слід звернутися до лікаря-трихолога.